# Bệnh Chlamydia
Bệnh Chlamydia (từ tiếng Hy Lạp cổ, χλαμύδα có nghĩa là "Chlamydia") là một bệnh chủ yếu lây nhiễm qua đường tình dục phổ biến ở người do vi khuẩn Chlamydia trachomatis gây nên. Thuật ngữ  nhiễm Chlamydia cũng đề cập việc lây nhiễm gây ra bởi bất kể loài nào thuộc họ vi khuẩn Chlamydiaceae. C. trachomatis chỉ được tìm thấy ở người. Chlamydia là một trong những nguyên nhân gây nhiễm khuẩn cơ quan sinh dục và gây bệnh mắt. Nhiễm Chlamydia là một trong những bệnh lây nhiễm qua đường tình dục phổ biến nhất trên thế giới; người ta ước tính có khoảng 1 triệu cá nhân ở Hoa Kỳ bị nhiễm chlamydia.
C. trachomatis được tìm thấy trong tự nhiên chỉ sinh sống trong các tế bào của con người. Chlamydia truyền bệnh chủ yếu qua con đường quan hệ tình dục không an toàn như đường âm đạo, hậu môn hoặc quan hệ tình dục bằng miệng và chlamydia cũng có thể truyền từ mẹ sang con trong khi sinh. Từ 50% đến 75% những người phụ nữ bị nhiễm Chlamydia ở cổ tử cung với triệu chứng không điển hình như viêm, nên họ không cảm thấy mình đang bị nhiễm bệnh. Ở nam giới, nhiễm trùng do C. trachomatis có thể dẫn đến viêm niệu đạo dương vật, dấu hiệu chảy mủ màu trắng từ dương vật, có hoặc không có cảm giác nóng rát khi tiểu tiện. Đôi khi, tình trạng lây lan đến đường sinh dục trên ở phụ nữ (gây bệnh viêm vùng chậu) hoặc mào tinh hoàn ở nam giới (gây viêm mào tinh hoàn). Nhiễm trùng Chlamydia có thể được chữa khỏi một cách hiệu quả với thuốc kháng sinh. Nếu không được điều trị, nhiễm trùng Chlamydia có thể gây ra các vấn đề sinh sản và một số bệnh nghiêm trọng trong ngắn hạn và dài hạn. Những nghiên cứu phòng bệnh đang được tiến hành trong việc phòng chống lây nhiễm này.
Chlamydia gây ra viêm kết mạc hoặc đau mắt hột, đây là một nguyên nhân phổ biến gây mù trên toàn thế giới. Tổ chức Y tế Thế giới (WHO) ước tính rằng nó chiếm 15% các trường hợp mù vào năm 1995, nhưng chỉ có 3,6% trong năm 2002.

### Bệnh qua đường sinh dục

Viêm cổ tử cung do nhiễm chlamydia đặc trưng bởi tiết dịch nhầy, cổ tử cung, đỏ da và viêm

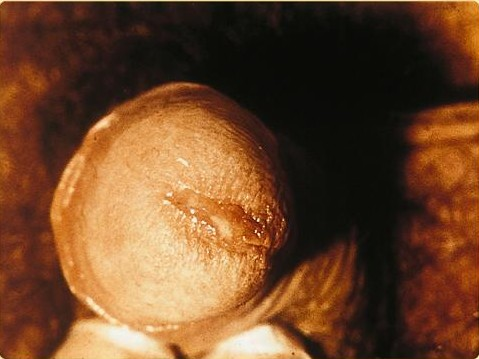
Chất dịch màu trắng, đục hoặc chảy nước có thể nổi lên từ đầu dương vật

## Các dấu hiệu và triệu chứng

### Nữ giới
Nhiễm Chlamydia ở cổ tử cung (cổ tử cung) là một bệnh nhiễm trùng lây truyền qua đường tình dục nhưng không có triệu chứng ở 50-70% phụ nữ bị nhiễm bệnh. Các nhiễm trùng lây qua quan hệ tình dùng bằng đường âm đạo, hậu môn hoặc bằng miệng. Trong số những người bị nhiễm trùng không có triệu chứng mà không được bác sĩ phát hiện khoảng 50% sẽ phát triển thành bệnh viêm vùng chậu (PID), một thuật ngữ chung cho nhiễm trùng tử cung, ống dẫn trứng hoặc buồng trứng. PID có thể gây ra sẹo bên trong cơ quan sinh sản, sau này có thể gây ra các biến chứng nghiêm trọng, bao gồm đau mạn tính vùng chậu, khó mang thai, thai ngoài tử cung (ống dẫn trứng) và những biến chứng nguy hiểm khác của thai kỳ.
Chlamydia được gọi là " căn bệnh thầm lặng" ở phụ nữ, khi bị nhiễm nó không gây ra bất kỳ triệu chứng điển hình nào với 70-80% trường hợp và có thể kéo dài trong nhiều tháng hoặc nhiều năm trước khi được phát hiện. Các dấu hiệu và triệu chứng bao gồm chảy máu bất thường ở âm đạo, đau bụng, đau khi giao hợp, sốt, đi tiểu đau hoặc muốn đi tiểu thường xuyên hơn so với bình thường (tiểu gấp).
Đối với phụ nữ quan hệ tình dục không mang thai, sàng lọc được khuyến cáo ở những người dưới 25 tuổi và những người khác có nguy cơ. Các yếu tố nguy cơ bao gồm việc từng bị nhiễm Chlamydia hoặc các nhiễm trùng lây truyền qua đường tình dục khác, có nhiều bạn tình và sử dụng bao cao su không an toàn.

##### Nam giới
Ở nam giới, khoảng 50% các trường hợp những người bị nhiễm chlamydia có biểu hiện 
viêm niệu đạo. Một số triệu chứng bao gồm cảm giác đau hoặc rát khi đi tiểu, đau hoặc sưng tinh hoàn, có thể biểu hiện sốt. Việc chảy mủ dương vật không nặng như ở bệnh lậu. Nếu không được điều trị, chlamydia ở nam giới có thể lan đến tinh hoàn gây viêm mào tinh hoàn. Trong trường hợp hiếm có thể dẫn đến vô sinh nếu không được chữa trị trong 6-8 tuần đầu.
Chlamydia cũng là một nguyên nhân tiêm ẩn gây viêm tuyến tiền liệt ở nam giới, mặc dù sự liên quan chính xác trong viêm tuyến tiền liệt là khó để xác định được do ô nhiễm có thể từ viêm niệu đạo.